# アイシングラス (競走馬)
アイシングラス (Isinglass) とは、1890年代に活躍したイギリスの競走馬・種牡馬である。史上6頭目、無敗での達成は2頭目となるイギリスクラシック三冠馬である。アイシングラスの獲得賞金は57,455ポンドにも上り、これは1952年にタルヤーに破られるまで半世紀以上破られなかった。
馬名の「アイシングラス（魚鰾膠）」はチョウザメの鰾から作られるゼリー状の中華食材を意味する。

## 生涯
現役時代、アイシングラスはそれほど着差を付ける馬ではなく、離して勝ったのも3馬身差での決着が2度あるだけだが、2歳時にはミドルパークプレート、3歳時には2000ギニーステークス、ダービーステークス、セントレジャーステークスのクラシック競走、4歳時にはエクリプスステークス、ジョッキークラブステークス、5歳時にはアスコットゴールドカップと当時の主要競走をことごとく制覇し、負けたレースはランカシャープレートの2着だけであった。このためこれほどの賞金を獲得することになったのである。
また、アイシングラスはとてもズブい馬であった。レースでは常に一杯に追う必要があり、調教も多めに必要としていた。このため馬場が使えなかった時には坂路調教で乗り切った話も残っている。体高は16.1ハンドの大型馬であった。
引退後はマッカルモントの元で種牡馬入り、その死後はヴォルデンに供用された。1900年と1905年にはイギリス種牡馬順位2位につけたが種牡馬チャンピオンになることは一度もなかった。代表産駒は牝馬二冠を達成したチェリーラス、他に牝馬三冠馬ラフレッシュとの子供で後継種牡馬となったジョンオガウントなどである。
アイシングラスは1911年12月5日にチェヴァリーパークスタッドで死亡、21歳だった。現在ロンドン自然史博物館に遺骨が展示されている。

## 競走成績
- 1892年（3戦3勝） - ミドルパークプレート、ニューステークス
- 1893年（5戦4勝） - ダービーステークス、セントレジャーステークス、2000ギニーステークス
- 1894年（3戦3勝） - ジョッキークラブステークス、エクリプスステークス、プリンセスオブウェールズステークス（英語版）
- 1895年（1戦1勝） - アスコットゴールドカップ

## 主な産駒
- チェリーラス（オークス、1000ギニー）
- グラスドール（英語版）（オークス）
- ルーヴォワ（英語版）（2000ギニー）
- ジョンオガウント（2着 - 2000ギニー、ダービーステークス）
- スターシュート（米種牡馬チャンピオン）

## 血統表
| Isinglassの血統        | Isinglassの血統                                                                               | Isinglassの血統                                                                               | （血統表の出典）                                                                              | （血統表の出典）    |
| 父系                   | エクリプス系                                                                                  | エクリプス系                                                                                  | エクリプス系                                                                                  | [ § 2 ]             |
| 父 Isonomy 1875 鹿毛   | 父の父Sterling 1868 鹿毛                                                                      | Oxford                                                                                        | Birdcatcher                                                                                   | Birdcatcher         |
| 父 Isonomy 1875 鹿毛   | 父の父Sterling 1868 鹿毛                                                                      | Oxford                                                                                        | Honey Dear                                                                                    |                     |
| 父 Isonomy 1875 鹿毛   | 父の父Sterling 1868 鹿毛                                                                      | Whisper                                                                                       | Flatcatcher                                                                                   | Flatcatcher         |
| 父 Isonomy 1875 鹿毛   | 父の父Sterling 1868 鹿毛                                                                      | Whisper                                                                                       | Silence                                                                                       |                     |
| 父 Isonomy 1875 鹿毛   | 父の母Isola Bella 1868 栗毛                                                                   | Stockwell                                                                                     | The Baron                                                                                     | The Baron           |
| 父 Isonomy 1875 鹿毛   | 父の母Isola Bella 1868 栗毛                                                                   | Stockwell                                                                                     | Pocahontas                                                                                    |                     |
| 父 Isonomy 1875 鹿毛   | 父の母Isola Bella 1868 栗毛                                                                   | Isoline                                                                                       | Ethelbert                                                                                     | Ethelbert           |
| 父 Isonomy 1875 鹿毛   | 父の母Isola Bella 1868 栗毛                                                                   | Isoline                                                                                       | Bassishaw                                                                                     |                     |
| 母 Dead Lock 1878 栗毛 | 母の父Wenlock 1869 鹿毛                                                                       | Lord Clifden                                                                                  | Newminster                                                                                    | Newminster          |
| 母 Dead Lock 1878 栗毛 | 母の父Wenlock 1869 鹿毛                                                                       | Lord Clifden                                                                                  | The Slave                                                                                     |                     |
| 母 Dead Lock 1878 栗毛 | 母の父Wenlock 1869 鹿毛                                                                       | Mineral                                                                                       | Rataplan                                                                                      | Rataplan            |
| 母 Dead Lock 1878 栗毛 | 母の父Wenlock 1869 鹿毛                                                                       | Mineral                                                                                       | Manganese                                                                                     |                     |
| 母 Dead Lock 1878 栗毛 | 母の母Malpractice 1864 栗毛                                                                   | Chevalier d'Industrie                                                                         | Orlando                                                                                       | Orlando             |
| 母 Dead Lock 1878 栗毛 | 母の母Malpractice 1864 栗毛                                                                   | Chevalier d'Industrie                                                                         | Industry                                                                                      |                     |
| 母 Dead Lock 1878 栗毛 | 母の母Malpractice 1864 栗毛                                                                   | The Dutchman's Daughter                                                                       | The Flying Dutchman                                                                           | The Flying Dutchman |
| 母 Dead Lock 1878 栗毛 | 母の母Malpractice 1864 栗毛                                                                   | The Dutchman's Daughter                                                                       | Red Rose                                                                                      |                     |
| 母系(F-No.)            | 3号族(FN:3-m)                                                                                 | 3号族(FN:3-m)                                                                                 | 3号族(FN:3-m)                                                                                 | [ § 3 ]             |
| 5代内の近親交配        | Birdcatcher S4×S5×M5, The Baron S4×M5, Pocahontas S4×M5, Touchstone S5×M5×M5, Melbourne S5×M5 | Birdcatcher S4×S5×M5, The Baron S4×M5, Pocahontas S4×M5, Touchstone S5×M5×M5, Melbourne S5×M5 | Birdcatcher S4×S5×M5, The Baron S4×M5, Pocahontas S4×M5, Touchstone S5×M5×M5, Melbourne S5×M5 | [ § 4 ]             |
| 出典                   | 1. 2. 3. 4.                                                                                   | 1. 2. 3. 4.                                                                                   | 1. 2. 3. 4.                                                                                   | 1. 2. 3. 4.         |